# دنیس کوپ
دنیس کوپ (انگلیسی: Denys Coop; ۲۰ ژوئیهٔ ۱۹۲۰ – ۱۶ اوت ۱۹۸۱) فیلم‌بردار اهل بریتانیا بود.
وی در سال ۱۹۷۸ برنده جایزه اسکار بهترین جلوه‌های تصویری شده است، وی همچنین در سال ۱۹۶۶ نامزد جایزه بفتای بهترین فیلم‌برداری شده بود. 

## فیلم‌شناسی
- شکلی از دوست داشتن
- مرد مضاعف
- دختری در قایق
- زهر
- بیلی دروغگو
- جشن تولد
- این زندگی ورزشی
- امر غریب